# Lumen (biología)

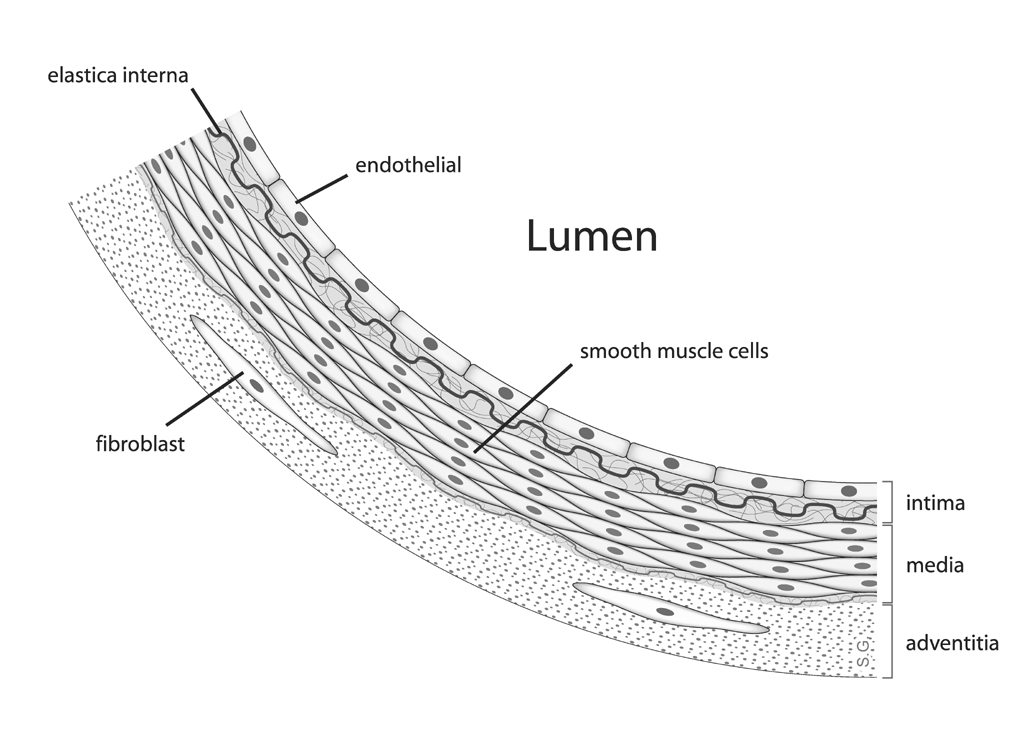
Anatomía de una arteria.

En biología, el lumen (del latín lūmen, abertura o lateral), usualmente denominado luz, es el espacio interior de una estructura tubular, como en una arteria o intestino.
Por extensión, en la microestructura el lumen puede ser también el espacio interno de un componente o estructura celular, como el retículo endoplasmático y el aparato de Golgi.

## Ejemplos
- El interior de un vaso, es decir, el espacio central de una arteria o vena por el cual fluye la sangre. A menudo se denomina luz del vaso.
- El interior del tracto gastrointestinal (luz gástrica, lumen duodenal, etc.).[2]
- Las vías bronquiales de los pulmones.
- El interior de los ductos urinarios.
- El paso de la vagina.
- El centro del acino o conducto secretor de una glándula exocrina.
- Dentro de una célula, el espacio de la membrana interna de un tilacoide, retículo endoplasmático, aparato de Golgi, lisosoma, mitocondria o microtúbulo.